# Фобия (фильм, 1980)
«Фобия» (англ. Phobia, другое название англ. Phobia: A Descent into Terror) — американо-канадский фильм ужасов режиссёра Джона Хьюстона по рассказу Гэри Шермана и Рональда Шасетта. Премьера фильма состоялась 9 сентября 1980 года в США.

## Описание
Слоган фильма: «Что делать, если ваш психиатр сошёл с ума?» (англ. What happens when your Psychiatrist goes out of his mind?). В фильме звучит песня My Rival в исполнении группы Steely Dan.

## Сюжет
Доктор Питер Росс, психиатр, лечит больных, страдающих агора-, клаустро-, акро-, герпето-, антропо- и другими фобиями. Лечит он их радикальными методами, ставя лицом к лицу перед их собственными страхами, изображёнными на большом экране. Это приводит к тому, что каждый пациент умирает насильственной смертью от того, чего больше всего боится.

## В ролях
- Пол Майкл Глейзер — доктор Питер Росс
- Сьюзан Хоган[англ.] — Дженни Сен-Клер
- Джон Коликос[англ.] — Барнс
- Дэвид Болт — Генри Оуэн
- Патриша Коллинз[англ.] — доктор Элис Толанд
- Дэвид Эйснер[англ.] — Джонни Венути
- Лиза Ланглуа[англ.] — Лора Адамс
- Роберт О’Ри — Бабба Кинг
- Александра Стюарт[англ.] — Барбара Грей
- Нил Випонд[англ.] — доктор Клегг
- Мэриан Уолдман — миссис Кейси
- Кеннет Уэлш — сержант Уилер
- Гвен Томас — доктор Клеменс

## Съёмочная группа
- Режиссёр-постановщик: Джон Хьюстон
- Сценаристы: Лью Леман, Джимми Сэнгстер[англ.], Питер Беллвуд
- Продюсер: Зейл Мэгдер
- Композитор: Андре Ганьон
- Оператор: Реджинальд Х. Моррис
- Монтажёр: Стэн Коул
- Художник-постановщик: Давид Жакест
- Гримёр: Кэтрин Саузерн
- Постановка трюков: Роберт Ханна, Пол Наклз

## Критика
Кинокритик Los Angeles Times Кевин Томас описал «Фобию» как «худший фильм, когда-либо снятый лауреатом премии Американского института киноискусства».

## Номинации
1981 — Номинация на премию «Джини» за лучшую операторскую работу — Реджинальд Х. Моррис.